# Сюзан Максут
Сюзан Максут (на македонска литературна норма: Сузан Максут; на турски: Süzan Maksut) е филмова, театрална и киноактриса от Република Македония, от турски произход.

## Биография
Сюзан Максут е родена в 1939 година в Скопие, тогава в Кралство Югославия. В 1962 година става член и доайен на ансамбъла на Турския драматичен театър към Театъра на народностите. Максут изиграва множество запомнящи се роли там до пенсионирането си в 2001 година. Сред по-известните ѝ роли в театъра са Дездемона в „Отело“, Мерима в „Омир и Мерима“, Катрин Хауп в „Майка храброст“, Ширин в „Легенда за любовта“, Медея в „Медея“, Айше в „Цветарят Али“, Хайди в „Хайди“, Зейнеб в „Алиш“, Клер в „Слугинки“, Шарлота в „Дон Жуан“ и други. Освен в театъра, Максут играе във филмите „Най-дългият път“ (1976), „Изправи се, Делфина“ (1977), „Време, води“ (1980) и „Македонска сага“ (1993).
В допълнение към творчеството си в театъра и във филмите, Сюзан Максут участва в множество телевизионни предавания и радио програми. В 1969 година Сюзан Максут е отличена с наградата „Актьор на годината“ от вестник „Бирлик“. В 1974 година става носителка на наградата „13 ноември“ на град Скопие.
След кратко боледуване Максут умира на 23 април 2015 година в родния си град.

## Филмография
| Година | Филм                  | Филм                  | Роля               |
| ------ | --------------------- | --------------------- | ------------------ |
| 1976   | „Най-дългият път“     | „Најдолгиот пат“      | второстепенна роля |
| 1977   | „Изправи се, Делфина“ | „Исправи се, Делфина“ | второстепенна роля |
| 1980   | „Време, води“         | „Време, води“         | второстепенна роля |
| 1993   | „Македонска сага“     | „Македонска сага“     | второстепенна роля |